# نهاد جيدوفيتش
نهاد جيدوفيتش (بالألمانية: Nihad Đedović) مواليد 12 يناير 1990 في جمهورية البوسنة والهرسك الاشتراكية، هو لاعب كرة سلة ألماني. بدأ مسيرته الاحترافية في سنة 2005. يلعب مع بايرن ميونخ. يحمل الرقم 14. يبلغ طوله 6 قدم 6.5 بوصة (2.0 م).

## المسيرة الاحترافية
لعب مع نادي بوسنا رويال لكرة السلة من سنة 2005 إلى 2007، ثم لعب مع نادي برشلونة لكرة السلة في الدوري الإسباني من سنة 2007 إلى 2012، ثم لعب مع غلطة سراي لكرة السلة في الدوري التركي في سنة 2012، ثم لعب مع ألبا برلين في الدوري الألماني في موسم 2012–2013، ثم لعب مع بايرن ميونخ لكرة السلة في سنة 2013.

## إحصائيات المسيرة

### الدوري الأوروبي
| السنة   | الفريق                  | لعب | بدأ | دقيقة | ميداني% | ثلاثية | حرة  | ارتداد | صنع | استلاب | تصدي | نقطة | أداء |
| ------- | ----------------------- | --- | --- | ----- | ------- | ------ | ---- | ------ | --- | ------ | ---- | ---- | ---- |
| 2007–08 | نادي برشلونة لكرة السلة | 1   | 0   | 5.8   | .000    | .000   | .500 | 2.0    | .0  | .0     | .0   | 1.0  | 3.0  |
| 2008–09 | نادي برشلونة لكرة السلة | 3   | 0   | 3.3   | .000    | .000   | .000 | .3     | .0  | .0     | .0   | .0   | -1.0 |
| 2010–11 | فيرتوس روما             | 15  | 15  | 27.3  | .426    | .194   | .742 | 3.1    | 2.1 | 1.7    | .3   | 9.3  | 8.9  |
| 2012–13 | ألبا برلين              | 23  | 13  | 23.5  | .411    | .265   | .695 | 3.3    | 2.5 | 1.0    | .0   | 8.6  | 7.6  |
| 2013–14 | بايرن ميونخ لكرة السلة  | 18  | 16  | 25.5  | .458    | .400   | .921 | 3.6    | 2.3 | .8     | .1   | 11.7 | 10.4 |
| 2014–15 | بايرن ميونخ لكرة السلة  | 10  | 7   | 25.5  | .439    | .375   | .818 | 2.8    | 2.4 | .5     | .2   | 11.6 | 10.5 |
| المسيرة |                         | 70  | 51  | 24.0  | .431    | .310   | .776 | 3.1    | 2.1 | 1.0    | .1   | 9.5  | 8.5  |

## روابط خارجية
- نهاد جيدوفيتش على موقع الاتحاد الدولي لكرة السلة (الإنجليزية)
- نهاد جيدوفيتش على موقع الدوري الأوروبي لكرة السلة (الإنجليزية)
- نهاد جيدوفيتش على موقع الدوري الإسباني لكرة السلة (الإسبانية)
- نهاد جيدوفيتش على موقع كرة السلة الأوروبية.كوم (الإنجليزية)
- نهاد جيدوفيتش على موقع DraftExpress.com (الإنجليزية)
- نهاد جيدوفيتش على موقع ريلجم (الإنجليزية)
- نهاد جيدوفيتش على موقع بروبوليرز (الإنجليزية)
- نهاد جيدوفيتش على موقع سبورتس رفرنس (الإنجليزية)